# Tierphilosophie
Die Tierphilosophie beschäftigt sich mit Fragen, die Stellung, Wesen und Verhalten von Tieren zum Gegenstand haben. Im Wesentlichen behandelt die Tierphilosophie drei Fragen: „Was ist der Unterschied zwischen Mensch und Tier?“ (Anthropologische Differenz), „Können wir Tieren eine Seele zuschreiben?“ und „Wie sollen wir uns Tieren gegenüber moralisch verhalten?“. Gegenwärtig ist der am stärksten wahrgenommene Bereich der Tierphilosophie die Tierethik.

## Geschichte

### Antike
Der Unterschied zwischen Mensch und Tier und der Umgang mit Tieren wird in der westlichen Philosophie schon seit der griechischen Antike diskutiert. Pythagoras verlangte Respekt für Tiere, da die Seelen von Menschen und Nichtmenschen in Tieren und Menschen gleichermaßen wiedergeboren werden könnten.
Aristoteles hingegen sprach Tieren die Vernunft (gr. logos) ab und setzte den Menschen an die Spitze der natürlichen Weltordnung. Die anthropologische Differenz liegt bei der Bildung von Meinungen und Urteilen sowie bei der Fähigkeit zu sprechen und komplexe soziale Gemeinschaften zu gründen. Er differenzierte zwischen einem „vernünftigen Vermögen“ und einem „sinnlichen Vermögen“, wobei er den Tieren nur das sinnliche zuschrieb.
Theopahrastus, einer der Schüler des Aristoteles, schrieb einigen Tieren die Fähigkeit zur Überlegung zu (logismos) und kritisierte den Verzehr von Tieren als ungerechten Raub von Leben.

### Mittelalter
Nach dem Philosophen und Theologen Thomas von Aquin nimmt der Menschen als leib-geistiges Vernunftwesen einen Platz zwischen den Engeln und den Tieren ein. Seine geistige Seele (Geist) unterscheiden ihn grundsätzlich und unüberwindlich von Tieren mit deren (nur sensitiven) Seele.

### Anthropologische Differenz
Seit jeher benutzen die Menschen Tiere als Definitionsinstrument, um das Wesen des Menschen durch Abgrenzung von anderen Tieren bestimmen zu können: „Es wäre wenig interessant zu wissen, was Tiere sind, wenn es nicht ein Mittel wäre um zu wissen, was wir sind.“ schrieb der französische Philosoph Étienne Bonnot de Condillac in seinem Werk Traité des animaux. Die anthropologische Differenz beschäftigt sich damit herauszufinden, was den Menschen von allen anderen Tieren unterscheidet und worin der Unterschied besteht, der diese Unterscheidung möglich macht.